# 穗花马先蒿
穗花马先蒿（学名：Pedicularis spicata）是列当科马先蒿属的植物。分布于蒙古、俄罗斯以及中国大陆的河北、东北、内蒙古、甘肃、湖北、陕西、山西、四川等地，生长于海拔1,500米至2,600米的地区，一般生于草地、溪流旁及灌丛中，目前尚未由人工引种栽培。

## 异名
- Pedicularis spicata Pall. ssp. bracteata Tsoong
- Pedicularis spicata Pall. ssp. stenocarpa Tsoong